# Necpaly
Necpaly es un municipio del distrito de Martin en la región de Žilina, Eslovaquia, con una población estimada a final del año 2024 de 1023 habitantes.
Se encuentra ubicado al oeste de la región, cerca del curso alto del río Váh (cuenca hidrográfica del Danubio) y del parque nacional de Veľká Fatra.

## Demografía
| Año        | 1994 | 2004    | 2014    | 2024     |
| ---------- | ---- | ------- | ------- | -------- |
| Población  | 798  | 826     | 888     | 1023     |
| Diferencia |      | +3,50 % | +7,50 % | +15,20 % |

| Año        | 2023 | 2024    |
| ---------- | ---- | ------- |
| Población  | 1019 | 1023    |
| Diferencia |      | +0,39 % |